# 45e corps d'armée (France)
Le 45e corps d'armée est un corps d'armée de l'armée de terre française constitué durant la Seconde Guerre mondiale.

## Créations et différentes dénominations
- 1939 : corps du Jura
- 1940 : 45e corps d'armée de forteresse

## Chef du45ecorpsd'armée
- 1939 - 1940 :  Marius Daille

### Historique
En 1939 – 1940, Marius Daille a le grade de général commandant la 7e région militaire à Besançon et en 1939 – 1940 toujours, général commandant le Corps du Jura. En 1940, il a le grade de général commandant le 45e corps d'armée de forteresse qui comporte alors la 57e division d'infanterie, la 63e division d'infanterie et le 7e régiment de spahis algériens. Il a aussi le rang de commandant de corps d'armée et l'appellation de général de corps d'armée à titre temporaire jusqu'en 1945. Durant la « Drôle de guerre » le général donne une conférence au C.H.E.M. avec comme sujet « les procédés de rupture des positions fortifiées par les Allemands ». Un général l'accuse à ce moment-là de démoraliser les troupes françaises. Stationné en Haute Alsace, son corps d'armée doit être prêt à combattre avec l'Armée suisse, dans le cas d'une invasion du territoire suisse.
En juin 1940, le 45e corps d'armée du général Daille (29 000 hommes) participe à la défense de la Trouée de Belfort. Ce corps d'armée comprend des soldats français de la 67e division d'infanterie commandée par le général Henri-Aimé Boutignon (sl), des soldats polonais de la 2e division d'infanterie polonaise (2e division de chasseurs) commandée par le général Bronisław Prugar-Ketling et la 2e brigade de spahis commandée par le colonel de Torcy. Le général Daille reçoit à son poste de commandement de Vieux-Charmont la visite du Commandant de la VIIIe Armée : le général André-Gaston Prételat. La région est atteinte par l'invasion allemande dès le 15 juin dans après-midi, les forces adverses arrivant au nord ouest du pays, depuis le plateau de Langres. Le 45e corps d'armée est envoyé vers le sud avec mission de tenir les lignes de repli. Le 16 juin, les avant-gardes du Gruppe Guderian sont à Dijon, le 17 juin elles entrent à  Pontarlier. Ce jour-là le corps d'armée du général Daille se heurte au 29e corps d'armée du Gruppe Guderian (combats de la 67e division d'infanterie près de Besançon, combats à Aïssey puis sur le Dessoubre supérieur et à Pierrefontaine). Le 9e Régiment de Spahis Algériens de la 2e brigade de Spahis est chargé de la couverture du 45e corps d'armée ; il résiste puis succombe à Vercel au prix de lourdes pertes et jusqu'à l'épuisement de ses munitions. Au même moment, le 17 juin 1940, au matin, après une journée et demie de marche soutenue et sous les tirs de l'aviation allemande, la division polonaise arrive dans la zone du Clos du Doubs. Son objectif est de défendre une série de points stratégiques afin d'interdire à l’ennemi toutes les voies d'accès menant en Suisse et au sud de la France. Prugar-Ketling donne ses ordres aux officiers : le nord du secteur doit être défendu par le 4e régiment d’infanterie polonais, le sud par le 6e. Les troupes sont rapidement sur place et commencent à fortifier leurs positions et mènent des combats de retardement. Le général Daille stoppe donc dans un premier temps l'armée allemande qui déferle sur le plateau de Maîche et de Saint–Hippolyte à Damprichard. Mais il est finalement encerclé par le corps blindé (Panzerdivision) du général allemand Heinz Guderian et acculé à l'Ajoie et au Jura neuchâtelois alors qu'il tente de se glisser le long de la frontière suisse en direction du sud de la France.

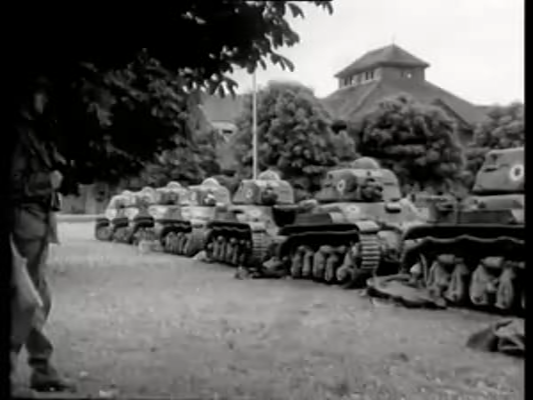
Des chars Renault R35 du 16e bataillon de chars de combat internés en Suisse le 20 juin 1940.

Le 18 juin 1940, le général Daille met en place un ultime dispositif de couverture qui comprend le 7e régiment de spahis algériens. Le même jour, le Conseil fédéral suisse l'autorise à entrer en Suisse avec le 45e corps d'armée, près du poste douanier d'Épiquerez, puis à traverser le Doubs à Soubey, pour des motifs humanitaires et en vertu du précédent de l'armée Bourbaki en 1870 – 1871. Le 19 juin 1940, le général Daille se présente au poste frontière du Chaufour et a un entretien avec l'autorité militaire suisse représentée par le colonel de Reynier ainsi que par le colonel Albert de Tscharner. La 2e division d'infanterie polonaise du général Prugar–Ketling entre aussi en Suisse à cette occasion et « les unités polonaises passent la frontière en ordre, défilant une dernière fois, baïonnette au canon devant leur chef, le général Daille ». Le 23 novembre 1940, après l'armistice, un accord franco-allemand est ratifié, par lequel les militaires français internés en Suisse sont autorisés à rentrer dans leur pays pour y être démobilisés et renvoyés dans leurs foyers. Avec l'accord de Vichy et de Berlin, les Français sont donc rapatriés en janvier 1941, tandis que les Polonais restent dans en Suisse jusqu'en 1945. Le général Daille remet à ce moment-là une médaille des services militaires volontaires à André Emlinger, qui sert sous ses ordres.
Le dernier paragraphe de l'article 12 de la Seconde conférence de La Haye n'impose pas aux autorités suisses d'accueillir des unités militaires en déroute mais prévoit leur internement en cas d'acceptation par le Conseil fédéral. Il faut donc, dans un premier temps, désarmer, transporter puis nourrir et loger à l'improviste les 29 000 soldats français et marocains, les 12 000 polonais, mais, également, quelques détachements britanniques et 600 belges, ainsi qu'un important matériel, des véhicules militaires, des voitures hippomobiles et 4 500 chevaux.